# Cmentarz żydowski w Iwaniskach
Cmentarz żydowski w Iwaniskach – kirkut społeczności żydowskiej niegdyś zamieszkującej Iwaniska. Powstał w XIX wieku. W czasie II wojny światowej został całkowicie zdewastowany i przestał istnieć, ponieważ okoliczni mieszkańcy zabrali macewy do celów użytkowych. Dopiero w 2006 roku z inicjatywy Stowarzyszenia Żydów z Iwanisk, Fundacji Ochrony Dziedzictwa Żydowskiego, organizacji Projekt Restauracji Cmentarzy Żydowskich w Polsce, wójta gminy Iwaniska, starosty opatowskiego oraz lokalnych społeczników cmentarz został uporządkowany i ogrodzony. Dzięki apelom wystosowanym do społeczności lokalnej przez proboszcza Stanisława Kolasę i miejscowego nauczyciela odzyskano kilkadziesiąt fragmentów macew, które wmurowano w ogrodzenie.
Obecny cmentarz ma powierzchnię 1 ha, w jego centrum znajduje się obelisk upamiętniający historię i zagładę Żydów. Nekropolia usytuowana jest na zachód od miejscowości.